# Session protocolaire du Conseil d'État
Session protocolaire du Conseil d’État, de son titre complet Session solennelle du Conseil d'État du 7 mai 1901 pour le jour du jubilé des cent ans depuis son institution (russe : «Торжественное заседание Государственного совета 7 мая 1901 года в день столетнего юбилея со дня его учреждения») est un tableau d'Ilia Répine. 
Il est peint entre 1901 et 1903. Il s'agit d'un portrait collectif, de 81 personnages. Ses dimensions sont de 400 х 877 cm.
La toile a été créée pour le Palais Marie, où avaient lieu les réunions du Conseil d'État, chambre haute de l'Empire russe. Elle est présentée au public le 4 janvier 1904. Après la dissolution du Conseil d'État en 1917, le tableau fut transféré au Musée de la Révolution, puis en 1938 au Musée russe.

## Conception et peinture
En avril 1901, Répine reçoit, par l'intermédiaire du vice-président de l'Académie impériale des beaux-arts Ivan Tolstoï la commande de l'empereur de Russie d'une représentation de la session jubilaire du Conseil d'État,.  
À cause de la maladie du bras droit dont il souffre, il demande à pouvoir recourir à des assistants pour l'exécution de la toile, et ce n'est qu'après un accord sur cette condition qu'il accepte la commande impériale. Il retient comme assistants deux élèves de son atelier, Boris Koustodiev (1875-1941) et Ivan Koulikov (1878-1927). Ils seront présents à toutes les séances,,,,. 
Ils commencent à travailler quelques jours avant le jubilé, faisant des études de l'intérieur, de manière que le jour de la cérémonie toute l'installation soit dessinée. Pour conserver les positions des participants pendant la réunion, en plus des dessins, un grand appareil photographique est installé sur un trépied. C'est Répine qui fait avec lui sa première photographie, qui figure parmi les matériaux préparatoires,.  

Selon la commande, les membres du Conseil doivent être représentés écoutant le discours de jubilé de l'empereur. Le peintre trouve ce choix sera trop statique, et propose de montrer le début de la distribution des médailles commémoratives. Cette idée de  mouvement suscite la réprobation de la cour, mais Nicolas II, auquel sont présentées les études, soutient finalement la proposition de Répine.  

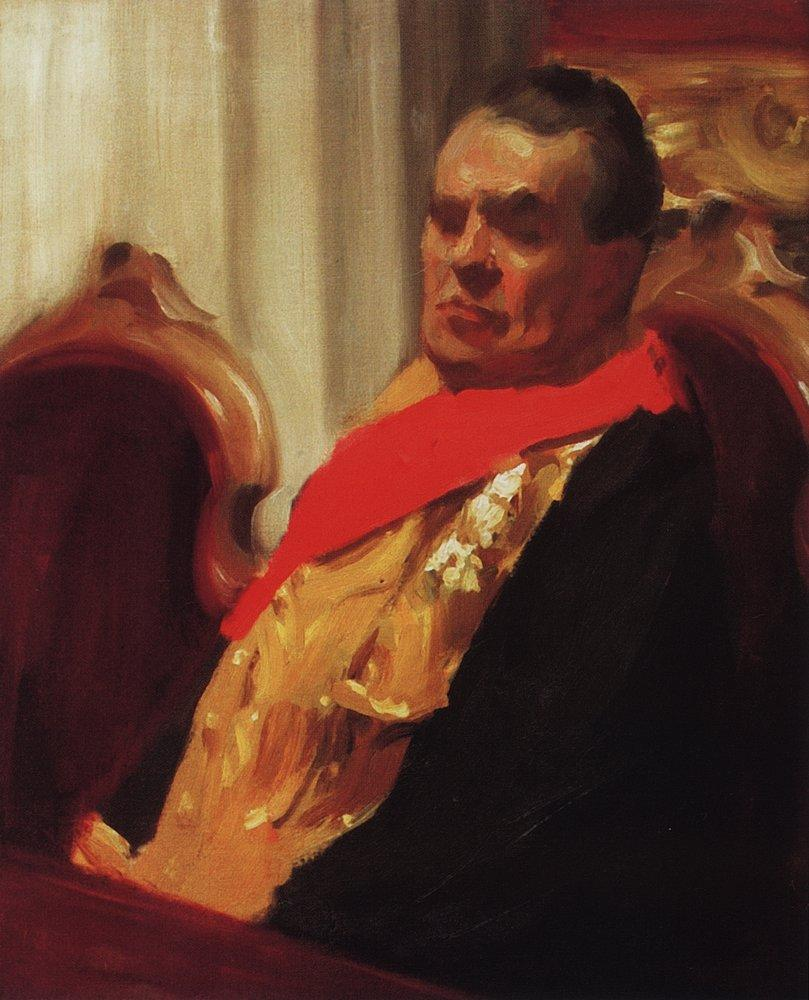
Exemple d'esquisse préparatoire, peinte par Boris Koustodiev.

Après l'approbation de l'esquisse, Répine travaille deux mois au Palais Marie, et remplit deux albums. À la fin de juillet 1901, la toile vierge est tendue sur un cadre installé dans la salle carrée du palais. Les peintres, après avoir apprêté la toile, commencent à tracer la perspective de la rotonde où a eu lieu la session. Koustodiev, dans une lettre à Prochinski, exprime un certain désenchantement :   

« Le travail est ennuyeux et méticuleux : partout des lignes, des cercles, des angles. La toile est si colossale, qu'on se sent tout petit devant elle. Répine nous force à refaire presque tout ce qui a déjà été peint, et est-ce que cela lui conviendra, je ne sais pas. »

Les travaux préparatoires et la partie supérieure du tableau sont achevés avant l'été. Les études de portraits commencent à l'automne. Ils se partagent le travail : Koulikov la partie gauche, Koustodiev la droite, Répine la partie centrale. L'humeur de Koustodiev change dans ses lettres : « le tableau commence à prendre corps, et notre intérêt pour lui aussi, et nous travaillons avec enthousiasme. Nous y travaillons beaucoup, et avec intérêt ... Il y quelque chose à réussir ». 
Une des exigences de Répine est de ne faire les séances de pose que dans la rotonde, à la place habituelle du haut-dignitaire ou à celle qui lui est assignée dans la composition. Il donne la préférence à un travail sur le vif plutôt que d'après des photographies, sauf pour l'empereur et le président du Conseil, dont il a déjà fait les portraits, et dont il possède toujours des croquis. Il recherche l'exactitude des rapports de couleurs et le naturel des positions.   
Mais les délais sont courts, et le peintre doit regrouper dans certaines séances deux ou trois personnes. Certains demandent à poser à nouveau, d'autres, comme Constantin Pobiedonostsev, refusent plus d'une séance, ou font preuve de  mauvaise volonté. Selon Igor Grabar, « contraint de travailler vite, plus vite que jamais auparavant, il [Répine] mis progressivement au point une méthode de travail particulière, en une seule séance. Elle reposait pour l'essentiel sur une esquisse au pinceau, faite juste d'impressions fugitives, et faisait synthèse de nombreuses années d'observation attentive ».   
La tâche traine cependant en longueur faute de lumière dans les soirs d'automne, et la main droite se bloque, il peint essentiellement de la gauche. 
La toile est terminée fin janvier 1904. Répine, épuisé par la maladie, quitte la capitale pour sa propriété des Pénates à Kyokkala.

## Description
Le tableau représente l'empereur de Russie terminant la lecture de l'allocution prononcée à l'occasion du 100e anniversaire de la fondation par Alexandre Ier du Conseil infaillible (ru), institution qui a précédé le Conseil d'État. Nicolas II préside la réunion sous son propre portrait. Les secrétaires apportent aux membres du Conseil les médailles du jubilé.
La forme en demi-cercle de la salle, et la représentation des conseillers assis sur trois rangées concentriques, forcent le peintre à adopter une perspective étroite et raccourcie. Le choix des couleurs est dominé par des nuances de rouge, de jaune et de bleu sombre.
81 personnages sont représentés, en apparat, avec leurs uniformes et leurs décorations. Il s'agit de tous les membres du Conseil d'État. L'empereur, qui a présidé la réunion sous son propre portrait, est au centre, à côté du président du Conseil. À sa droite est assis son jeune frère, le tsarévitch Michel Alexandrovitch, héritier du trône, à sa gauche le grand-duc Michel Nikolaïevitch, président du conseil, frère d'Alexandre II. Le président du comité des ministres Ivan Dournovo, le ministre des affaires étrangères Vladimir Lambsdorff, le procureur général du Saint-Synode Constantin Pobiedonostsev sont à proximité de la famille royale. Serge Witte, ministre des finances, et le géographe et botaniste Piotr Semionov-Tian-Chansk sont également sur la toile. 
| N° sur le schéma | Esquisse | Personnage                           | Années de naissance et de décès | Fonction                                             | Titre |
| ---------------- | -------- | ------------------------------------ | ------------------------------- | ---------------------------------------------------- | --- |
| 1.               |          | Nicolas II                           | 1868/1918                       | empereur de Russie                                   | |
| 2.               |          | Michel Nikolaïevitch                 | 1832-1909                       | président du Conseil d'État                          | grand-duc |
| 3.               |          | Dmitri Solski (ru)                   | 1833-1910                       | membre du Conseil d'État                             | |
| 4.               |          | Edouard Frisch (ru)                  | 1833-1907                       | membre du Conseil d'État                             | |
| 5.               |          | Nikolaï Tchikhatchev                 | 1830-1917                       | membre du Conseil d'État                             | amiral |
| 6.               |          | Sergueï Roukhlov (ru)                | 1852-1918                       | secrétaire d'État du Conseil d'État                  | |
| 7.               |          | Dimitri Nabokov                      | 1827-1904                       | membre du Conseil d'État                             | |
| 8.               |          | Nikolaï Ganetski (ru)                | 1815-1904                       | membre du Conseil d'État                             | général d'infanterie                                                                                            |
| 9.               |          | Nikolaï Korevo (ru)                  | 1860-1935                       | fonctionnaire                                        | |
| 10.              |          | Nikolaï Ignatiev                     | 1832-1908                       | membre du Conseil d'État                             | général d'infanterie, comte                                                                                     |
| 11.              |          | Vassili Verechtchaguine (ru)         | 1861-1931                       | assistant du secrétaire d'État du Conseil d'État     | |
| 12.              |          | Constantin Pahlen                    | 1830-1912                       | membre du Conseil d'État                             | comte |
| 13.              |          | Piotr Salomon (ru)                   | 1819-1905                       | membre du Conseil d'État                             | |
| 14.              |          | Aleksandr Polovtsov (ru)             | 1832-1909                       | membre du Conseil d'État                             | président de la Société d'histoire de Russie                                                                    |
| 15.              |          | Khristofor Roop (ru)                 | 1831-1917                       | membre du Conseil d'État                             | |
| 16.              |          | Piotr Kharitonov (ru)                | 1852-1916                       | secrétaire d'État du Conseil d'État                  | |
| 17.              |          | Vladimir Marcus (ru)                 | 1827-1901                       | membre du Conseil d'État                             | |
| 18.              |          | Nikolaï Mansourov (ru)               | 1830-1911                       | membre du Conseil d'État                             | |
| 19.              |          | Otton Richter (ru)                   | 1830-1908                       | membre du Conseil d'État                             | général d'infanterie                                                                                            |
| 20.              |          | Nicolas Obroutchev                   | 1830-1904                       | membre du Conseil d'État                             | professeur émérite à l'académie militaire Nikolaïevski, général d'infanterie                                    |
| 21.              |          | Dmitri Golitsyne (ru)                | 1860-1928                       | assistant du secrétaire d'État du Conseil d'État     | duc Golitsyne-Mouravline                                                                                        |
| 22.              |          | Illarion Vorontsov-Dachkov           | 1837-1916                       | membre du Conseil d'État                             | général de cavalerie, comte                                                                                     |
| 23.              |          | Ivan Kakhanov (ru)                   | 1825-1909                       | membre du Conseil d'État                             | général d'artillerie                                                                                            |
| 24.              |          | Alexandre Bobrinski                  | 1823-1903                       | membre du Conseil d'État                             | comte |
| 25.              |          | Mikhaïl Volkonski (ru)               | 1832–1909                       | membre du Conseil d'État                             | ober-hofmeister duc                                                                                             |
| 26.              |          | Maksim Taube (ru)                    | 1826-1905                       | membre du Conseil d'État                             | général d'infanterie, baron                                                                                     |
| 27.              |          | Vladimir Vechniakov (ru)             | 1830–1906                       | membre du Conseil d'État                             | |
| 28.              |          | Aleksandr Goremykine (ru)            | 1832-1904                       | membre du Conseil d'État                             | général d'infanterie                                                                                            |
| 29.              |          | Aleksandr Ueskül von Gyllenband (ru) | 1840-1912                       | membre du Conseil d'État                             | baron |
| 30.              |          | Nicolaï Chebeko (ru)                 | 1834-1904                       | membre du Conseil d'État                             | général de cavalerie                                                                                            |
| 31.              |          | Nicolaï Makhotine (ru)               | 1830-1903                       | membre du Conseil d'État                             | général d'infanterie                                                                                            |
| 32.              |          | Iliodor Rozing (ru)                  | 1830-1903                       | membre du Conseil d'État                             | |
| 33.              |          | Anatoli Ivachenkov (ru)              | 1842-1906                       | membre du Conseil d'État                             | sénateur |
| 34.              |          | Iouli Ueskül von Gyllenband (ru)     | 1853-1918                       | vice-secrétaire d'État                               | baron |
| 35.              |          | Nikolaï Mouraviev                    | 1850-1908                       | membre du Conseil d'État                             | ministre de la justice                                                                                          |
| 36.              |          | Vladimir Lambsdorff                  | 1841-1907                       | membre du Conseil d'État                             | ministre des affaires étrangères, comte                                                                         |
| 37.              |          | Pavel Goudim-Levkovitch (ru)         | 1842-1907                       | membre du Conseil d'État                             | général d'infanterie                                                                                            |
| 38.              |          | Pavel Tyrtov                         | 1836-1903                       | membre du Conseil d'État                             | directeur du ministère de la mer, vice-amiral                                                                   |
| 39.              |          | Dmitri Sipiaguine                    | 1853-1902                       | membre du Conseil d'État                             | ministre des affaires intérieures                                                                               |
| 40.              |          | Ivan Goloubev (ru)                   | 1841-1917                       | membre du Conseil d'État                             | |
| 41.              |          | Roman Disterlo (ru)                  | 1859-après 1918                 | assistant du secrétaire d'État du Conseil d'État     | baron |
| 42.              |          | Alexeï Ignatiev                      | 1842-1906                       | membre du Conseil d'État                             | vice ministre des affaires intérieures, général de cavalerie, comte                                             |
| 43.              |          | Piotr Semionov                       | 1827-1914                       | membre du Conseil d'État                             | membre honoraire de l'Académie des sciences et de l'Académie des beaux-arts                                     |
| 44.              |          | Ivan Chamchine (ru)                  | 1835-1912                       | membre du Conseil d'État                             | |
| 45.              |          | Andreï Sabourov                      | 1838-1916                       | membre du Conseil d'État                             | |
| 46.              |          | Piotr Sabourov (ru)                  | 1835-1918                       | membre du Conseil d'État                             | |
| 47.              |          | Nikolaï Pavlovitch Petrov (ru)       | 1836-1920                       | membre du Conseil d'État                             | ingénieur-général                                                                                               |
| 48.              |          | Nikolaï Bobrikov                     | 1839-1904                       | membre du Conseil d'État                             | gouverneur-général de Finlande                                                                                  |
| 49.              |          | Mikhaïl Galkine-Vraskoï (ru)         | 1834-1916                       | membre du Conseil d'État                             | |
| 50.              |          | Vladimir Mengden (ru)                | 1826-1910                       | membre du Conseil d'État                             | baron |
| 51.              |          | Fiodor Terner (ru)                   | 1828-1906                       | membre du Conseil d'État                             | |
| 52.              |          | Oskap Kremer (ru)                    | 1829-1904                       | membre du Conseil d'État                             | amiral |
| 53.              |          | Andreï Bobrinski (ru)                |                                 | secrétaire d'État du Conseil d'État                  | comte |
| 54.              |          | Ivan Goremykine                      | 1839-1917                       | membre du Conseil d'État                             | |
| 55.              |          | Nikolaï Gerhard                      |                                 | membre du Conseil d'État                             | |
| 56.              |          | Pavel Markov (ru)                    | 1841-1913                       | membre du Conseil d'État                             | |
| 57.              |          | Alekseï Sokov                        |                                 | assistant du secrétaire d'État du Conseil d'État     | |
| 58.              |          | Woldemar Freedricksz                 | 1838-1927                       | membre du Conseil d'État                             | ministre de la cour impériale et des apanages, comte                                                            |
| 59.              |          | Aleksandr Vergopoulo                 |                                 | assistant du secrétaire d'État du Conseil d'État     | |
| 60.              |          | Alexeï Kouropatkine                  | 1848-1925                       | membre du Conseil d'État                             | ministre des armées, général-lieutenant                                                                         |
| 61.              |          | Pavel Lobko (ru)                     | 1838-1905                       | membre du Conseil d'État                             | |
| 62.              |          | Mikhaïl Pozemkovski                  | 1862-1917                       | старший делопроизводитель Государственной канцелярии | [ 9 ] |
| 63.              |          | Vladimir Gourko (ru)                 | 1862-1927                       | assistant du secrétaire d'État du Conseil d'État     | |
| 64.              |          | Mikhaïl Khilkov (ru)                 | 1834-1909                       | membre du Conseil d'État                             | ministre des voies de communication, duc                                                                        |
| 65.              |          | Dmitri Lioubimov (ru)                | 1864-1942                       | assistant du secrétaire d'État du Conseil d'État     | |
| 66.              |          | Serge Witte                          | 1849-1915                       | membre du Conseil d'État                             | ministre des finances                                                                                           |
| 67.              |          | Aleksandr Timrot (ru)                | 1862-1943                       | assistant du secrétaire d'État du Conseil d'État     | |
| 68.              |          | Alexeï Iermolov                      | 1846-1905                       | membre du Conseil d'État                             | ministre de l'agriculture et des propriétés d'État                                                              |
| 69.              |          | Nikolaï Protassov-Bakhmetev (ru)     | 1834-1907                       | membre du Conseil d'État                             | général de cavalerie, comte                                                                                     |
| 70.              |          | Vladimir Lychtchinski (ru)           | 1861-1935                       | assistant du secrétaire d'État du Conseil d'État     | duc Lychtchinski-Troïekourov                                                                                    |
| 71.              |          | Nikolaï Derioujinski (ru)            |                                 | assistant du secrétaire d'État du Conseil d'État     | |
| 72.              |          | Piotr Vannovski                      | 1822-1904                       | membre du Conseil d'État                             | ministre de l'éducation, général d'infanterie                                                                   |
| 73.              |          | Constantin Pobiedonostsev            | 1827-1907                       | membre du Conseil d'État                             | procureur-général du Synode                                                                                     |
| 74.              |          | Dmitri Filossofov (ru)               | 1861-1907                       | vice-contrôleur d'État                               | |
| 75.              |          | Ivan Dournovo                        | 1834-1903                       | membre du Conseil d'État                             | président du comité des ministres                                                                               |
| 76.              |          | Alexandre d'Oldenbourg               | 1844-1932                       | membre du Conseil d'État                             | général d'infanterie, prince                                                                                    |
| 77.              |          | Serge Alexandrovitch                 | 1857-1905                       | membre du Conseil d'État                             | général-gouverneur de Moscou, grand-duc                                                                         |
| 78.              |          | Alexis Alexandrovitch                | 1850-1908                       | membre du Conseil d'État                             | commandant suprême de la flotte et des services maritimes, grand-duc                                            |
| 79.              |          | Viatcheslav Plehve                   | 1846-1904                       | membre du Conseil d'État                             | ministre secrétaire d'État du grand-duché de Finlande                                                           |
| 80.              |          | Vladimir Alexandrovitch              | 1847-1909                       | membre du Conseil d'État                             | commandant des forces de la garde du district de Petersbourg, président de l'académie des beaux-arts, grand-duc |
| 81.              |          | Michel Alexandrovitch                | 1878-1918                       | membre du Conseil d'État                             | prince-héritier, grand-duc                                                                                      |

## Réception et sort du tableau
Le tableau est présenté au public le 4 janvier 1904, dans le Palais Marie ouvert à tous pour l'occasion. Selon l'Ilia Iefimovitch Répine de Baragamian, le tableau terminé aurait également montré pendant plusieurs jours dans une salle du Palais d'Hiver.
Jusqu'en 1917, le tableau se trouve au Palais Marie ; après la dissolution du Conseil d'État en 1917, il est transféré au musée de la Révolution, puis en 1938 au Musée russe, où il est exposé dans une salle aménagée pour lui,. Ce musée a également acquis une partie des études,.
Elle a été montrée en 2003 dans la Salle Georgievsky (ru) du Grand palais du Kremlin à Moscou, et ensuite dans la salle d'exposition des Archives d'État fédérales. Un wagon spécial, maintenant une température constante, a été utilisé pour le transport,. 
Session protocolaire du Conseil d’État, selon les historiens d'art, ne fait pas partie des chefs-d'œuvre de Répine. Elle est la dernière de ses « toiles grandioses ». Elle témoigne cependant du « talent de la maturité » du peintre.